# Bübüsara Bejszenalijewa
Bübüsara Bejszenalijewa (kirg. Бүбүсара Бейшеналиева; ros. Бюбюсара Бейшеналиева, Biubiusara Biejszenalijewa; ur. 15 września 1926, zm. 11 maja 1973) – kirgiska tancerka baletowa i pedagog, Ludowy Artysta ZSRR.

## Życiorys
Urodziła się we wsi Taszdöbö (obecnie w rejonie Ałamüdün obwodu czujskiego) w północnym Kirgistanie. W 1941 roku ukończyła naukę w Leningradzkiej Szkole Choreograficznej i została primabaleriną w Państwowym Teatrze Opery i Baletu we Frunze, gdzie wystąpiła w baletach takich jak: „Czołpon” (1944, 1953), „Anar” (1950), „Jezioro łabędzie” (1950), „Czerwony mak” (1953), „Esmeralda” (1955). Od 1949 roku wykładała w Szkole Muzyczno-Choreograficznej we Frunze. Zasiadała w Radzie Najwyższej ZSRR VI i VII kadencji (1962–1970), a także w Radzie Najwyższej Kirgiskiej SRR IV, V i VI kadencji (1955–1962). Zmarła 11 maja 1973 we Frunze; została pochowana na tamtejszym cmentarzu Ałaarcza.
W 1954 roku Bejszenalijewa otrzymała tytuł Ludowej Artystki Kirgiskiej SRR, a w 1958 roku została wyróżniona tytułem Ludowej Artystki ZSRR. Ponadto została odznaczona Orderem Czerwonego Sztandaru Pracy i Orderem „Znak Honoru”.